# Iles Cerbicale
Iles Cerbicale este o arie protejată (arie de protecție specială avifaunistică — SPA) din Franța întinsă pe o suprafață de 4.996 ha, din care 99 % marine.

## Localizare
Centrul sitului Iles Cerbicale este situat la coordonatele 41°32′00″N 9°22′00″E / 41.53333°N 9.36667°E.

## Înființare
Situl Iles Cerbicale a fost declarat arie de protecție specială avifaunistică în baza directivei 79/409 din 1979 referitoare la conservarea păsărilor sălbatice pentru a proteja 9 specii de animale.

## Biodiversitate
Situată în ecoregiunea mediteraneană, aria protejată nu include niciun habitat protejat.
La baza desemnării sitului se află mai multe specii protejate de  păsări (9): Calonectris diomedea, egretă mică (Egretta garzetta), șoim călător (Falco peregrinus), Hydrobates pelagicus, Larus audouinii, Phalacrocorax aristotelis desmarestii, Puffinus yelkouan, Sylvia sarda, silvie de tufiș (Sylvia undata)
Pe lângă speciile protejate, pe teritoriul sitului au mai fost identificate 3 specii de păsări.